# José Aricó
José María "Pancho" Aricó (Villa María, Córdoba, Argentina, 27 de juliol de 1931 - Buenos Aires, 22 d'agost de 1991) fou un politòleg socialista argentí.
La seva adopció del marxisme es remuntà a la seva adolescència, durant la militància estudiantil, quan descobrí el materialisme històric a les pàgines d'Orientación, setmanari del partit comunista. Aquesta vocació política que començà a despertar als tretze anys a la seva Villa de María natal a la província de Córdoba, el convertí amb el temps en un veritable forjador de la cultura socialista llatinoamericana.
En el seu pensament rep especialment la influència del marxisme italià a través del seu màxim exponent: Antonio Gramsci. Aricó es distancià gradualment del marxisme-leninisme per a obrir camí al socialisme democràtic. Fou justament aquesta la causa de la seva expulsió del Partit Comunista Argentí, en fundar juntament amb Oscar del Barco, Héctor Schmucler i Samuel Kiczkowski una revista que va resultar de gran importància per la historiografia marxista argentina i llatinoamericana: Pasado y Presente. Publicada a Córdoba en els anys 1963-1965, fou continuada després amb la sèrie dels Cuadernos del Pasado y Presente.
Exiliat a Mèxic des del cop de 1976, dirigí la Biblioteca del Pensament Socialista, on desenvolupà una important tasca editorial que li va valer gran reconeixement en donar a conèixer, en molts casos per primera vegada en castellà, obres de teòrics com Otto Bauer, Karl Kautsky, Eduard Bernstein, Vassili Grossman, i del mateix Karl Marx. Va ser professor a la Facultat Llatinoamericana de Ciències Socials (FLACSO) i per invitació de moltes universitats llatinoamericanes i europees, va transmetre les seves idees a través de cursos i conferències.
Més tard, juntament amb el seu amic Juan Carlos Portantiero fundaren a Buenos Aires la revista La Ciudad Futura i el Club de Cultura Socialista, que des de la seva mort porta el seu nom. També a l'Argentina, fou investigador principal del Consell Nacional d'Investigacions Científiques i Tècniques (CONICET).
Morí el 22 d'agost de 1991, als seixanta anys, després de passar una malaltia incurable.
La seva obra consta de nombrosos assajos, articles i llibres, entre ells: Mariátegui y los orígenes del marxismo latinoamericano; Marx y América Latina; La cola del diablo. Itinerario de Gramsci en América Latina. L'any 1999 es van editar dos llibres pòstums, La hipótesis de Justo: escritos sobre el socialismo en América Latina, de l'editorial Sud-americana, i Entrevistas, 1974-1991, a càrrec del Centre d'Estudis Avançats de la Universitat Nacional de Córdoba.